# Chungmu-dong, Changwon
Chungmu-dong (koreanska: 충무동)  är en stadsdel i staden Changwon i provinsen Södra Gyeongsang, i den sydöstra delen av Sydkorea,  300 km sydost om huvudstaden Seoul. Den ligger i stadsdistriktet Jinhae-gu. 
Stadsdelen fick sin nuvarande utbredning 1 januari 2020 när stadsdelarna Chungmu-dong, Jungang-dong och Taepyeong-dong slog samman till en stadsdel. 